# Våran fröken
Våran fröken (original Miss Peach) amerikansk tecknad humorserie skapad av Mell Lazarus 1957. Serien lades ner i augusti 2002. Serien utspelar sig i skolmiljö, på Kelly School, döpt efter serien Pogos skapare Walt Kelly.